# Faith (canción de Stevie Wonder)
«Faith» —en español: Fe— es una canción del cantautor Stevie Wonder, junto a Ariana Grande. Forma parte del soundtrack de la película animada de 2016 Sing. La canción fue escrita por Ryan Tedder, Benny Blanco y Francis Farewell Starlite.

## Producción
La canción fue anunciada como el primer sencillo de Sing: Original Motion Picture Soundtrack, con el cantante y compositor estadounidense Stevie Wonder y la cantante estadounidense Ariana Grande.

## Recepción
La canción estuvo nominada como Mejor Canción Original en la ceremonia 74 de los Golden Globe Awards.

## Video musical
Un video musical fue lanzado en diciembre de 2016, en el aparecen los dos intérpretes de la canción junto con algunos de los personajes animados de la película.[cita requerida]

## Posicionamiento en listas
| Listas (2016–17)                            | Máxima Posición |
| ------------------------------------------- | --------------- |
| Bélgica (Flandes) (Ultratip Bubbling Under) | 39              |
| Francia (SNEP)                              | 103             |
| Israel (Media Forest)                       | 1               |
| Italia (FIMI)                               | 51              |
| Japón (Japan Hot 100)                       | 48              |
| Polonia (Polish Airplay Top 100)            | 24              |
| Escocia (Scottish Singles Sales Chart)      | 64              |

## Certificaciones
| País   | Organismo certificador | Certificación | Unidades certificadas / Ventas | Ref   |
| ------ | ---------------------- | ------------- | ------------------------------ | ----- |
| Italia | FIMI                   | Oro           | 25 000                         | [ 9 ] |

## Historial de lanzamiento
| Región         | Fecha                  | Formato                | Discográfica          | Ref    |
| -------------- | ---------------------- | ---------------------- | --------------------- | ------ |
| Estados Unidos | 4 de noviembre de 2016 | Sencillo en CD         | Universal Studios     |        |
| Italia         | 4 de noviembre de 2016 | Contemporary hit radio | Universal Music Group | [ 10 ] |